# Lakhwar-Talsperre
Die Lakhwar-Talsperre am Fluss Yamuna in Indien ist seit 1980 in Bau. Der Stausee soll der Bewässerung von 40.000 Hektar Land in Uttarakhand und Uttar Pradesh dienen und mit einem Wasserkraftwerk 420 Megawatt Elektrizität erzeugen.
Die Baustelle liegt bei den Orten Lakhwar und Dakpatthar, 75 Kilometer von Dehradun entfernt in dem indischen Bundesstaat Uttarakhand.
Das Projekt besteht aus zwei Teilen:
- die 192 m, nach anderen Quellen 204 m hohe Lakhwar-Talsperre wird ein 300-MW-Wasserkraftwerk mit einem unterirdischen Krafthaus haben
- die fünf Kilometer unterhalb gelegene 80 m hohe Byasi-Talsperre (auch: Vyasi) wird über einen 2,7 km langen Stollen mit 7 m Durchmesser versorgt und soll bei dem Ort Hathyari ein 120-MW-Kraftwerk (mit zwei Turbinen à 60 MW) bekommen.

Im März 1996 waren von den geplanten Gesamtkosten von 14.469 Millionen Rupien erst 2.270 Millionen (=16 % der Bausumme) verbaut.
Das Hauptbauwerk wird eine Gewichtsstaumauer aus Beton sein. Eine Quelle spricht von der weltgrößten cored gravity dam. Der Speicherraum dieser Talsperre soll verschiedenen Angaben zufolge 333,04 Mio., 580 Mio. oder 2,9 Mrd m³ groß sein.
Siehe auch:
- Liste der größten Talsperren der Erde
- Liste der größten Stauseen der Erde
- Liste von Talsperren der Welt